# John Jefferys
John Jefferys (* 1701; † 1754) war ein englischer Uhrmacher aus London.
Seine Eltern, John und Jane Jefferys, lebten in einem Darbies genannten Haus im Dorf Midgham im Berkshire County. Sein Vater war Wollhändler. Seine Großeltern mütterlicherseits waren William und Bridgett Yeats. Er hatte mindestens fünf Brüder und eine Schwester. Obgleich sein Vater Quäker war, wurde er am 18. März 1701 getauft. 1723 vermachte eine Schwester seiner Großmutter, Jane Tull, ihm das Elternhaus.
Am 4. November 1717 begann er eine Uhrmacherlehre bei Edward Jagger am Well Close Square in Stepney, London. Nach neun Jahren Lehre wurde er am 26. Januar 1726 Mitglied der Clockmakers Company of London und blieb es bis 1735. 1735 nahm er Larcum Kendall als Lehrling an. Um 1753 baute er für den Uhrmacher John Harrison eine Taschenuhr. Nach seinem Tod übernahm Kendall seine Werkstatt.